# Тернопільська загальноосвітня школа № 24
Тернопільська загальноосвітня школа І-ІІІ ступенів № 24 — середній освітній комунальний навчальний заклад Тернопільської міської ради в м. Тернополі Тернопільської області.

## Історія
Школа створена у 1989 році як школа-лабораторія при Тернопільському національному педагогічному університеті з правом проведення дослідно-експериментальної роботи.
Від початку існування школи значна увага приділялась зміцненню здоров'я школярів та вихованню здорового способу життя. У 1990 році школа визначена як базова для кафедри охорони здоров'я школярів Тернопільського державного педагогічного університету, а від 1999 року включена у Європейську мережу шкіл зміцнення здоров'я.
Вибираючи філологічний, суспільно-гуманітарний та естетичний напрям у роботі, педагогічний колектив школи основне своє завдання вбачав у формуванні духовних та моральних якостей школярів через ознайомлення їх з культурою рідного краю. Спільним зусиллям багатьох людей — Василем Починком, Павлом Загребельним, Левком Крупою та інших — у школі створене дитяче фольклорне об'єднання «Оберіг». Його учасники успішно гастролювали в Польщі, Чехії, Румунії.
З 2019 року у школі проходить Мандрівний фестиваль документального кіно про права людини Docudays UA.

## Учнівське самоврядування

### Учнівське самоврядування між 1988 та 2018 роком
Між 1988 та 2018 роками учнівське самоврядування Тернопільської Загально Освітньої Школи 1-3 ступенів було слаборозвинутим та існувала лише на рівні окремо взятих класів, як правило це відбувалося за ініціативою учнів окремо взятих класів. Важливим фактором є те що в цей період часу не існувало жодного самоврядування учнів на рівні школо. Усіма учнівськими проектами шкільного рівня, в таких речах як організація та їх проведення займалася дирекція школи з залученням учнів та викладачів. Дерекції школи належав фактично абсолютний контроль, цей фактор стали головною причиною провалів більшої частини усіх шкільних заходів. Оскільки дерекції школи не проявляє жодної ініціативи щодо співпраці з учнями та ведення діалогу з ними, через що в свою чергу це не мало ні підтримки учніа ані їх зацікавленості. В проте у 2018 році під тиском міського та обласного відділу Міністерства Освіти та Науки України в усіх школах Тернополя за підтримки дерекцій та адміністрації шкіл було організовано шкільне самоврядування на рівні шкіл та між шкільне самоврядування на рівні міста Тернополя. Паралельно з цим були здійснені перші вибори до самоврядування кожної школи котрі пройшли між 3 та 5 вересням 2018 року, результати та робота самоврядування відбулися та були опубліковані відповідно 7 та 10 вересня 2018 року.

### Учнівське самоврядування між 2018 та 2021 роками
Отож 3 вересня 2018 року був обраний шкільний конгрес до складу якого увійшло 62 особи, які були учнями 7, 8, 9, 10, та 11-тих класів. Тогож дня конгресмени обрали спікера конгресу (Генеральний конгресмен/ка) ученя 7-д класу Дмитра Мачульського. Кограс був тимчасовим органам котрий діяв до першого дня початку роботи самоврядування після чого автоматично припиняв свою роботу. 
Перший Конгрес створив базову конституцію за якою "Шкільний Конгрес обирається на початку кожного року та визначає якою буде форма управління шкільного самоврядування, після чого займається підготовкою та організацією виборів до Шкільного самоврядування, після чого публікує результати виборів та саморозпускається". 
Також Перший Шкільний Конгрес заклав базові форми управління для шкільного самоврядування які він обирав базуючись на опитуваннях очнів 7, 8, 9, 10, та 11-тих класів. За конституцією "Форма управління Шкільного Самоврядування обирається Шкільним Конгресом, та діє до останнього дня навчального року без права на її зміни, скасування чи припинення будь якої роботи". 
Базові форми Управління Шкільного Самоврядування
• Президент/Парламент
Учнями обирається Президента та Спікер Парламенту (Старостат). Президент на очолює виконавчу гілку влади та на власний розсуд формує уряд ( кабінет міністрів) та не має права створювати чи ухвалювати закони.Спікер Старостату очолює законодавчу гілку влади та є відповідальним за створення та прийняття законодавства.
• Президент/Прем'єр-міністр/Парламент
Учнями обирається Президент та Старостат яким свою чергу обирається Прем'єр-міністр який на власний розсуд формує уряд ( кабінет міністрів). Президент має право створювати та проаналізувати закони на розгляд до Старостату в проте вони набувають чинності за умови що Старостат проголосує за нього більшістю голосів. Президент має право вето на рішення Старостату яке необмжується своєю кількістю. Президент не має права втручатися в рішення та роботу виниконавчої гілки влади, тобто уряду. Прем'єр-міністр формує кабінет міністрів на власний розсуд та є відповідальним за реалізацію та виконання усіх ухвалених рішень Старостатом. Прем'єр-міністр спільно з урядом може здійснювати окрему політику за умови що вона не суперечить законодавству та конституції школи.
Базуючись на опитуванні учнів Шкільний Конгрес 3-тього вересня обрав форму Шкільного Самоврядування "Президент/Парламент", яку підтримало 43,7% учнів та 94% конгресменів. Вибори Президента пройшли 5 вересня та Старостату 6 вересня.
Через технічні затримки результати виборів та початок роботи Шкільного Самоврядування розпочалися 13 вересня 2018 року
За результатами виборів Президентом Учнівського самоврядування та Школи з 5 кандидатів став учень 7-д класу Назар Комаровський за якого віддали голос 74,3% учнів. 
До Старостату увійшло 32 старости 7, 8, 9, 10, та 11- тих класів. Спікером Старостату (Головою Старосту) було обрано старосту 7-д класу Дмитра Мачульського. 
Уряд сформований Назарем Комаровським проіснувала до кінця роботи самоврядування на зазнаючи жодних змін те часи відбулося з на Старостатом чолі з Дмитром Комаровським.
Кабінет міністрів та його склад було сформовано 6 вересня 2018 року. Присягу на вірність школі міністри уряду склали тогож дня та розпочали свою роботу. 
Склад уряду був наступним 
• Віце Президент
```
 Ігор Дружбіцький (7-д клас) 
```

• Міністр Скарбниці 
```
 Катерина Шаланкнвич (7-д клас)
```

• Міністр Законів
```
 Анна Мілян (7-д клас)
```

• Міністр Спорту
```
 Сергій Кушнір (7-д клас)
```

• Міністр Чергування 
```
 Андрій Сербан (7-д клас)
```

• Міністр Здоров'я 
```
 Вікторія Родзоняк (7-д клас)
```

• Міністр Природи 
```
 Софія Савка (7-д клас)
```

• Міністр Ярмарок
```
 Владислав Іваницький (7-д клас)
```

• Міністр медіа та преси 
```
 Максим Вінярський (7-д клас)
```

Оцінка роботи першого Учнівського самоврядування є високою оскільки Уряд та Старостат не зазнавали жодних змін що є ознакою стабільності та уникали конфліктів чи урядових криз та вели об'єднанну роботу шляхом компромісу. Кабінет Міністрів проявив себе надзвичайно чудово в таких напрямках як спорт, чергування, ярмарки та здоров'я. Відповідно урядом було ініційовано безліч проектів в першу чергу навчально-ознайомчих, науково- дослідницьких, в також безліч змагань у різних галузях. Зокрема були сформовані перші шкільні спортивні команди та організовані турнір у понад 10-тьох видах спорту, в саме: футбол, баскетбол, волейбол, вуличний хокей, плавання, теніс, бадмінтон, бокс, боротьба та біг. Загальна кількість змагань у кожному виді спорту за рік склала 6. Було організовано та проведино 12 Ярмарок загальний дохід від яких склав 1 269 340 грн, кошти були передані на благодійність у дитячий притулок та допомогу дітям з обмеженими можливостями. Було створено перші сторінки в соціальних мережах таких як інстаграм та фейсбук, які нажаль не збереглися.

## Школа майбутнього
Тернопільська ЗОШ № 24 є учасником державної соціальної програми, затвердженої Кабінетом міністрів України, «Школа майбутнього». Формування закладу нового типу в Тернополі триває від 2007 року. Загалом перекваліфікування школи розраховане на 4 роки.

## Пісня про школу
На вулиці Живова школа чекає

У тихій задумі зелених ялин,

В щасливих усмішках тут день розквітає,

Багато до неї дитячих стежин.

Приспів:

Ми свято твої бережем заповіти,

Почує про тебе вкраїнський наш край,

Школо майбутнього 24-та,

В доросле життя нам шляхи відкривай!

У школі майбутнього, кожен з нас знає,

Побачим науки незнані світи,

Тут гомін дитячий усюди лунає,

І в будні, і в свята так людно завжди.

## Педагогічний колектив
- Ігор Юрійович Каразія — директор, вчитель англійської мови, вища кв. категорія, методист;
- Олена Василівна Зарічна — заступник директора з навчально-виховної роботи, вчитель хімії, вища кв. категорія, методист;
- Галина Олександрівна Яворська — заступник директора з навчально-виховної роботи, вчитель математики, вища кв. категорія, методист;
- Наталія Теодорівна Шевченко — заступник директора з навчально-виховної роботи (школа І ст.), вчитель початкових класів і образотворчого мистецтва, вища кв. категорія, методист;
- Тетяна Юріївна Головань — заступник директора з навчально-методичної роботи, вчитель початкових класів, вища кв. категорія, методист;